# Cấp Dẫn
Cấp Dẫn là một xã thuộc huyện Cẩm Khê, tỉnh Phú Thọ, Việt Nam.
Xã Cấp Dẫn có diện tích 8,19 km², dân số năm 1999 là 4.031 người, mật độ dân số đạt 492 người/km².